# تشارلز ألستون كولينز
تشارلز ألستون كولينز (25 يناير 1828 - 9 أبريل 1873) رسّامًا وكاتبًا ورسّامًا توضيحيًا بريطانيًا مع رابطة ماقبل الرفائيلية

## نشأته ومهنته
ولد كولينز في هامبستيد، شمال لندن، وهو ابن الرسام ويليام كولينز. شقيقه الأكبر كان الروائي (ويلكي كولينز). تلقى تعليمه في كلية ستونيهورست في لانكشاير.

### حياته المهنية في الرسم
التقى كولينز ب جون إيفرت ميليه وأصبح متأثرًا بأفكار جماعة ما قبل الرفائيلية، واستكمل لوحته «تنبيه بيرينجاريا» في عام 1850. وقد تصف هذا اللوحة زوجة الملك ريتشارد قلب الأسد وهي تلاحظ أن حزام زوجها المفقود قد عُرض للبيع بواسطة بائع. تعد النمذجة المسطحة، التركيز على استخدام الأنماط، وصور التطريز سمات مميزة لما قبل الرافائيلية.
اقترح ميليه أن يصبح كولينز عضوًا في الرابطة، لكنّ توماس وولنر ووليام مايكل روسيتي اعترضا، ولذلك لم يُصبح عضوًا رسميًا.
وقع كولينز في حب ماريا فرانشيسكا روستي، لكنها رفضته. أصبح كولينز منعزلًا ومنطوٍ بشكل كبير.
تم التعبير عن هذه المواقف في أشهر عمل كولينز «أفكار الرهبنة»، والتي تصور راهبة في حديقة الدير. ذهب كولينز لعرض العديد من الصور التعبدية.

### حياته الأدبية
في اواخر الخمسينات من القرن التاسع عشر، تخلَّى كولينز عن الفنّ ليتَّبِع أخاه في مهنة الكتابة. وكانت أكثر أعماله الأدبية نجاحًا عبارة عن مقالات ساخرة جُمعت معًا تحت عنوان «شاهد العين» (1860).

### شيخوخته
تزوج كولينز من كيت ابنة تشارلز ديكنز في عام 1860، وكان يعمل لتوضيح رواية ديكنز غير المُنجَزَة لغز إدوين درود. أكمل الغلاف لكنّه كان مريضًا جدًا ولم يُكمل البقية.توفي بسبب السرطان عام 1873 ودفن في مقبرة برومتون في لندن [1].

## قراءة مُتعمقة
- Stephen، Leslie، المحرر (1887). "Collins, Charles Allston" . قاموس السير الوطنية. London: Smith, Elder & Co. ج. 11. ص. 366.

## روابط خارجية
- C A Collins online (ArtCyclopedia)
- C A Collins biography ("Wilkie Collins' Family")
- تشارلز ألستون كولينز على موقع فايند أغريف
- قالب:Art UK bio